# Not a Bad Thing
„Not a Bad Thing” este un cântec înregistrat de compozitorul și cântărețul american Justin Timberlake pentru al patrulea lui album de studio, The 20/20 Experience – 2 of 2 (2013). Timberlake a scris și produs cântecul împreună cu Timothy „Timbaland” Mosley și Jerome J-Roc Harmon, cu ajutorul lui James Fauntleroy. A fost lansat ca al treilea single de pe album pe 24 februarie 2014 prin versiunea digitală, urmată de lansarea pe posturile radio pe 25 februarie. Cântecul este o baladă tempo-pop care se folosește de o chitară acustică pe tot parcursul melodiei ale cărei versuri se centrează pe câmpul semantic al dragostei.
„Not a Bad Thing” a primit păreri pozitive din partea criticilor care au observat producția și versurile ca având o asemănare cu materiarul celor de la 'N Sync. Videoclipul muzical al cântecului a fost lansat pe 20 martie 2014 la The Ellen DeGeneres Show. Este un mini documentar care îi urmărește doi regizori de film care caută un cuplu care s-a logodit pe 12 ianuarie 2014, cei doi îndreptându-se spre New York City pe Long Island Rail Roadtrain cu bărbatul care a cerut-o de căsătorie pe prietena ei prin versurile de pe Not a Bad Thing. Videoclipul se încheie cu regizorii de film care au urmat piste false, cu o eventuală continuare a filmului. Timberlake a interpretat cântecul la The Tonight Show Starring Jimmy Fallon în timpul turneului The 20/20 Experience World Tour.

## Versiuni
| CD single 1. „Not a Bad Thing” (Radio Edit) – 4:26 2. „TKO” (Black Friday Remix) (feat. J. Cole, ASAP Rocky și Pusha T) – 4:32 | Versiune digitală 1. „Not a Bad Thing” – 4:26 |

## Topuri
| Top (2013)                          | Poziție de top |
| ----------------------------------- | -------------- |
| Coreea de Sud (Gaon Digital Chart)  | 88             |
| Coreea de Sud (Gaon Download Chart) | 78             |

| Top (2014)                           | Poziție de top |
| ------------------------------------ | -------------- |
| Australia (ARIA)                     | 10             |
| Australia Urban (ARIA)               | 1              |
| Austria (Ö3 Austria Top 40)          | 69             |
| Belgia (Ultratip Flanders)           | 4              |
| Belgium Urban (Ultratop Flanders)    | 20             |
| Belgia (Ultratip Wallonia)           | 32             |
| Canada (Canadian Hot 100)            | 9              |
| Canada AC (Billboard)                | 15             |
| Canada CHR/Top 40 (Billboard)        | 2              |
| Canada Hot AC (Billboard)            | 2              |
| Cehia (Rádio Top 100)                | 15             |
| Cehia (Singles Digitál Top 100)      | 27             |
| Danemarca (Tracklisten)              | 16             |
| Germania (Media Control Charts)      | 62             |
| Irlanda (IRMA)                       | 38             |
| Olanda (Dutch Top 40)                | 28             |
| Olanda (Single Top 100)              | 46             |
| Noua Zeelandă (Recorded Music NZ)    | 5              |
| Scoția (Official Charts Company)     | 31             |
| Slovacia (Rádio Top 100)             | 34             |
| Slovacia (Singles Digitál Top 100)   | 62             |
| Coreea de Sud (Gaon Digital Chart)   | 25             |
| Coreea de Sud (Gaon Download Chart)  | 22             |
| Elveția (Schweizer Hitparade)        | 29             |
| UK Singles (Official Charts Company) | 21             |
| UK R&B (Official Charts Company)     | 5              |
| Ucraina (FDR)                        | 8              |
| US Billboard Hot 100                 | 8              |
| US Adult Contemporary (Billboard)    | 8              |
| US Adult Top 40 (Billboard)          | 1              |
| US Mainstream Top 40 (Billboard)     | 1              |
| US Rhythmic (Billboard)              | 4              |

| Top (2014)                          | Poziție de top |
| ----------------------------------- | -------------- |
| Coreea de Sud (Gaon Download Chart) | 63             |

## Certifications
| Regiune | Certificări | Vânzări    |
| --- | ----------- | ---------- |
| Australia (ARIA)                                                                                           | Platină     | 70,000^    |
| Danemarca (IFPI Denmark)                                                                                   | Platină     | 30,000^    |
| Noua Zeelandă (RMNZ)                                                                                       | Aur         | 7,500*     |
| Statele Unite (RIAA)                                                                                       | Platină     | 1,000,000^ |
| *cifrele de vânzări sunt bazate pe un singur certificat ^cifrele cargo sunt bazate pe un singur certificat |             |            |

## Datele lansării
| Țară         | Dată              | Format              | Casa de discuri |
| ------------ | ----------------- | ------------------- | --------------- |
| Austria      | 24 februarie 2014 | versiune digitală   | Sony            |
| Franța       | 24 februarie 2014 | versiune digitală   | Sony            |
| Germania     | 24 februarie 2014 | versiune digitală   | Sony            |
| Italia       | 24 februarie 2014 | versiune digitală   | Sony            |
| Spania       | 24 februarie 2014 | versiune digitală   | Sony            |
| Elveția      | 24 februarie 2014 | versiune digitală   | Sony            |
| Regatul Unit | 24 februarie 2014 | versiune digitală   | RCA             |
| SUA          | 24 februarie 2014 | versiune digitală   | RCA             |
| SUA          | 25 februarie 2014 | Radio mainstream    | RCA             |
| SUA          | 31 martie 2014    | Radio Hot/Modern/AC | RCA             |
| Austria      | 18 aprilie 2014   | CD single           | Sony            |
| Germania     | 18 aprilie 2014   | CD single           | Sony            |
| Elveția      | 18 aprilie 2014   | CD single           | Sony            |
| Regatul Unit | 5 mai 2014        | N/A                 | RCA             |
| SUA          | 27 mai 2014       | Radio AC            | RCA             |
| Italia       | 4 iunie 2014      | Radio mainstream    | Sony            |